# Gara Felixstowe
Gara Felixstowe este punctul terminus estic al liniei Felixstowe în estul Angliei și este singura gară care mai există care deservește orașul de coastă Felixstowe, Suffolk. Se află la 25,2 km de Ipswich și la 135,8 km de Londra Liverpool Street. Stația precedentă este Trimley. Codul gării în sistemul feroviar britanic este FLX. 
Această gară a fost deschisă de Great Eastern Railway în anul 1898 cu numele de Felixstowe Town, pentru a o distinge de celelalte gări Felixstowe Pier și Felixstowe Beach. Acestea din urmă au fost închise între timp. 
Gara este în prezent gestionată de Greater Anglia, care operează toate trenurile de servire.

## Istorie
Calea ferată din Westerfield spre Felixstowe a fost deschisă de către Felixstowe Pier and Railway Company pe 1 mai 1877. Prima gară a fost la Felixstowe Pier și o a doua a fost inaugurată la puțin timp după la Felixstowe Beach. Principalul promotor, Colonelul George Tomlin, a fost criticat în Suffolk Chronicle pentru construirea de gări acolo unde „crede el că oamenii ar trebui să fie, în loc de acolo unde oamenii trăiesc de fapt”. S-a susținut că gara Felixstowe Beach a fost construită astfel încât să fie cât mai departe de Ordnance Hotel, deținut de către rivalul său, John Chevalier Cobbold.
Pe 13 iulie 1891, Prințesa Augusta Victoria din Schleswig-Holstein, soția Kaiserului Wilhelm al II-lea al Germaniei și rudă a Reginei Victoria, a ajuns cu trenul la gara Felixstowe Beach. Ea și cinci dintre copiii ei au rămas în oraș în vacanță până pe 6 august. Acest fapt a făcut reclamă orașului ca stațiune de vacanță. Deși populația orașului în 1891 era de doar 3.507 persoane, dezvoltarea continua la nord de gara Beach. 

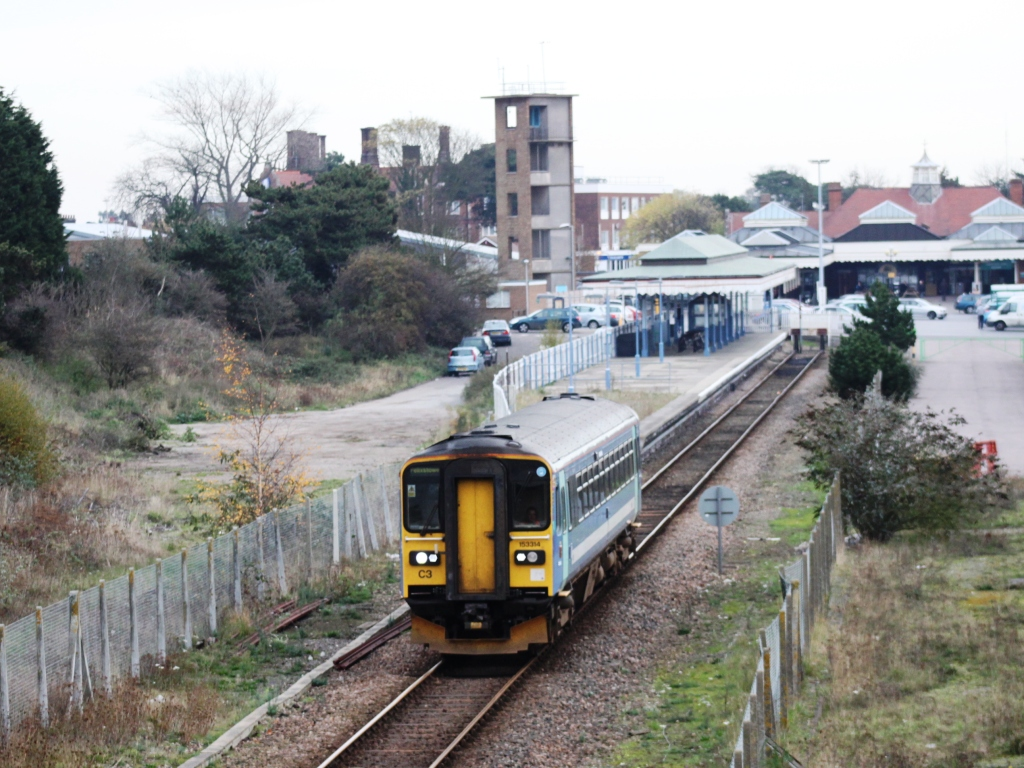
Un tren spre Ipswich pleacă de la singurul peron rămas, cu clădirile gării vechi în fundal.

### Accidente
Pe 1 septembrie 1900, o coliziune a avut loc în această gară. Un tren de pasageri (din Felixstowe spre Ipswich) a părăsit gara deși semnalul nu permitea această manevră. În același timp, un tren marfar sosea pe linie și cele două trenuri s-au ciocnit la viteză relativ scăzută. În urma coliziunii, 12 persoane au fost rănite. Ancheta a fost efectuată de către Lt Col P G Donop pentru Board of Trade. După interogarea persoanelor implicate (personalul de tren, acar și șeful de gară), acesta a concluzionat că vina aparține mecanicului de locomotivă (care mărturisise de la bun început) pentru ignorarea unui semnal de pericol. Locomotivele implicate erau GER 474 (o GER Clasa T19) pe trenul marfar și 791 (o GER Clasa M15) pe trenul de pasageri.
Pe 19 iulie 1933, o eroare de semnalizare a cauzat ca o locomotivă să ruleze înapoi către garnitura de vagoane după ce anterior s-a decuplat de la acestea. Un număr de 13 persoane au fost rănite în acest incident.